# Una veterinària a la Borgonya
Una veterinària a la Borgonya (títol original en francès, Les Vétos) és una pel·lícula de comèdia dramàtica francesa de 2019 dirigida per Julie Manoukian. S'ha doblat i subtitulat al català.
El rodatge va tenir lloc principalment a Lormes i Mhère, al departament del Nièvre.

## Repartiment
- Clovis Cornillac: Nico
- Noémie Schmidt: Alexandra «Alex»
- Carole Franck: Lila
- Matthieu Sampeur: Marco
- Juliane Lepoureau: Zelda
- Lilou Fogli: Nath
- Antoine Chappey: Philippe
- Christian Sinniger: Morille
- Michel Jonasz: Michel
- Victor Arveiller: Sam[5]